# Ueli Sutter
Ulrich "Ueli" Sutter (nascido em 16 de março de 1947) é um ex-ciclista suíço. Competiu nos Jogos Olímpicos de Verão de 1972 em Munique, onde foi integrante da equipe suíça de ciclismo que terminou em oitavo na prova de 100 km contrarrelógio por equipes.